# Airbus A340
Airbus A340 je širokotrupno štirimotorno reaktivno potniško letalo načrtovano in izdelano v podjetju Airbus. A340-200/300 je bil že v osnovi zastarel  koncept sicer modernega 4 motornega letala razvit vzporedno z A330, s katerim si delita enaki krili, presek trupa in druge letalske sisteme, razlikujeta se v številu motorjev. Lahko pelje med tipično med 260 in 440 potnikov. Z 377 dobavljenimi letali operaterjem se je proizvodnja končala leta 2011 in velja za komercialno neuspešno prodajano reaktivno letalo.
Povečani in modernizirani različici A340-500/600 se bolj razlikujeta v dimenzijah, pogonu in kapaciteti. A340-500 je bil do prihoda Boeing 777-200LR letalo z največjim doletom, in sicer teortetično 16,020 kilometrov, v praksi pa 15,344 km med Singapurjem in Newarkom na 18 ur in 45 minut dolgem letu. Različica A340-600, predstavljena leta 2001, je bila do leta 2010 in predstavitve Boeinga 747-8 najdaljše potniško letalo na svetu.
Letalo se ni dobro prodajalo, zato se je leta 2011 končala proizvodnja A340-500/600, A340-200/300 pa še prej. Skupaj je bilo izdelanih 380 letal. Razlog je težnja letalskih družb, da uporabljajo tudi za dolge lete dvomotorna letala, ki po zaslugi ETOPSa lahko letijo praktično neomejeno in pri tem porabijo precej manj goriva. Novejša dvomotorna letala, kot so Airbus A330, Boeing 787, Airbus A350 in Boeing 777, so precej bolj ekonomična.

## Tehnične specifikacije
|                                                                             | A340-200                                                                       | A340-300                                                                   | A340-500                                                                   | A340-600                                                                   |
| --------------------------------------------------------------------------- | ------------------------------------------------------------------------------ | -------------------------------------------------------------------------- | -------------------------------------------------------------------------- | -------------------------------------------------------------------------- |
| Pilotska posadka                                                            | 2                                                                              | 2                                                                          | 2                                                                          | 2                                                                          |
| Število sedežev                                                             | 261 (3 razredi, tipično) 300 (2 razreda, tipično) 375/420 (1-razred, maksimum) | 277 (3 razredi, tipična) 335 (2 razreda, tipična) 440 (1 razred, maksimum) | 293 (3 razredi, tipično) 359 (2 razreda, tipično) 375 (1 razred, maksimum) | 326 (3 razredi, tipično) 419 (2 razreda, tipično) 475 (1 razred, maksimum) |
| Dožina                                                                      | 59,4 m                                                                         | 63,69 m                                                                    | 67,93 m                                                                    | 75,36 m                                                                    |
| Razpon kril                                                                 | 60.30 m                                                                        | 60.30 m                                                                    | 63.45 m                                                                    | 63.45 m                                                                    |
| Površina kril                                                               | 361.6                                                                          | 361.6                                                                      | 439.4                                                                      | 439.4                                                                      |
| Naklon kril                                                                 | 30 stopinj                                                                     | 30 stopinj                                                                 | 31,1 stopinj                                                               | 31,1 stopinj                                                               |
| Višina                                                                      | 16,80 m                                                                        | 16,91 m                                                                    | 17,28 m                                                                    | 17,22 m                                                                    |
| Največja širina kabine                                                      | 5,28 m                                                                         | 5,28 m                                                                     | 5,28 m                                                                     | 5,28 m                                                                     |
| Širina trupa                                                                | 5,64 m                                                                         | 5,64 m                                                                     | 5,64 m                                                                     | 5,64 m                                                                     |
| Tovorni prostor                                                             | 162.8 m³                                                                       | 162.8 m³                                                                   | 153.9 m³                                                                   | 207.6 m³                                                                   |
| Tipična operativna prazna teža                                              | 129000 kg                                                                      | 130200 kg                                                                  | 170900 kg HGW: 174800 kg                                                   | 177800 kg HGW: 181900 kg                                                   |
| Največja dovoljena vzletna teža (MTOW)                                      | 275000 kg                                                                      | 276500 kg                                                                  | 372000 kg HGW: 380000 kg                                                   | 368000 kg HGW: 380000 kg                                                   |
| Hitrost običajnega poleta                                                   | Mach 0.82 (871 km/h pri 11.000 m/36.000 ft)                                    | Mach 0.82 (871 km/h pri 11.000 m/36.000 ft)                                | Mach 0.83 (881 km/h pri 11.000 m/36.000 ft)                                | Mach 0.83 (881 km/h pri 11.000 m/36.000 ft)                                |
| Najvišja običajna hitrost                                                   | Mach 0.86 (913 km/h pri 11.000 m/36.000 ft)                                    | Mach 0.86 (913 km/h pri 11.000 m/36.000 ft)                                | Mach 0.86 (913 km/h pri 11.000 m/36.000 ft)                                | Mach 0.86 (913 km/h pri 11.000 m/36.000 ft)                                |
| Dolet polno naloženega letala                                               | 6.700 nmi (12.400 km)                                                          | 7.300 nmi (13.500 km)                                                      | 8.670 nmi (16.060 km) HGW: 9.000 nmi (17.000 km)                           | 7.800 nmi (14.400 km) HGW: 7.900 nmi (14.600 km)                           |
| Dolžina vzleta polno naloženega letala (na nadmorski višini morske gladine) | 2990 m                                                                         | 3100 m                                                                     | 3050 m                                                                     | 3100 m                                                                     |
| Največja količina goriva                                                    | 155040 L                                                                       | 147850 L                                                                   | 215260 L HGW: 222850 L                                                     | 195520 L HGW: 204500 L                                                     |
| Najvišja običajna višina leta                                               | 12.500 m (41.000 ft)                                                           | 12.500 m (41.000 ft)                                                       | 12.500 m (41.000 ft)                                                       | 12.500 m (41.000 ft)                                                       |
| Motorji (×4)                                                                | CFM56-5C                                                                       | CFM56-5C                                                                   | RR Trent 500                                                               | RR Trent 500                                                               |
| Potisk(×4)                                                                  | 139–151 kN                                                                     | 139–151 kN                                                                 | 248–260 kN                                                                 | 260–275 kN                                                                 |

Viri: Airbusove spletne strani, za tipe -200, za -300, za -500 in za -600.